# Plebicula argester
Plebicula argester är en fjärilsart som beskrevs av Johann Andreas Benignus Bergsträsser 1779. Plebicula argester ingår i släktet Plebicula och familjen juvelvingar. Inga underarter finns listade i Catalogue of Life.